# Libertalia

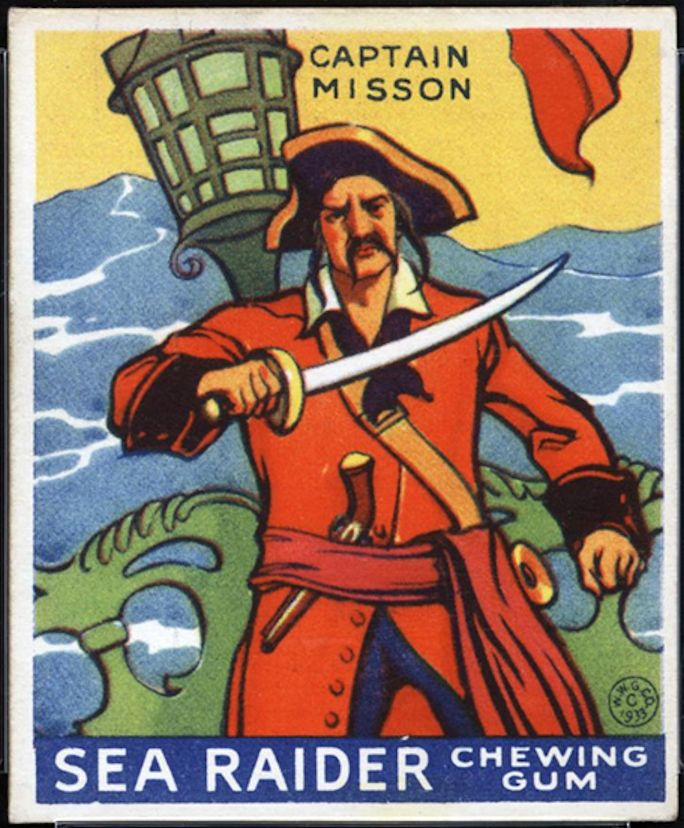
Captain Misson, described by Johnson as founder of fictional Libertalia

Libertalia var en sjörövarbas och fristat för sjörövare i Indiska oceanen.

## Basens läge enligt Daniel Defoe
Om platsen Libertalia, eller den i detta avsnitt omskrivna kapten Misson, som bara nämns i en enda samtida källtext, nämligen i kapten Charles Johnsons (Daniel Defoes) bok A general history of the robberies and murders of the most notorious pyrates and also their policies, discipline and government... över huvud taget existerat har debatterats på olika håll. Tills detta är säkerställt eller visat sig vara licentia poetica kan det ändå vara av visst intresse att ta del av Defoes skildring. Han menar att pirater under Piratrundans år beslöt sig för att samarbeta när det ändå fanns så mycket byte, och ön Madagaskar utanför den östafrikanska kusten valdes som bas då den låg strategiskt nära de eftertraktade fartygsrutterna. Under den första hälften av 1700-talet upprättade kapten Misson och hans besättning en sorts tidigt frihetligt politiskt styre på ön. Madagaskar blev piratrepubliken "Libertalia". 
Efter många år splittrades kolonin, men minnet av den fria piratrepubliken lever.

## Det dagliga livet i basen
Många sjörövare bosatte sig på ön, och man levde i frihet och med ömsesidig hjälp. De som var gamla och sjuka kom dit för att dö; andra pirater tog hand om dem och ordnade begravningar allt enligt önskemål. Det var också vanligt att man gifte sig med kvinnor från öns urbefolkning. Dessa fria män organiserade sig i grupper om tio pirater vardera och från varje grupp valdes en delegat att utse gemensamma regler för samhället Libertalia. De delade upp allt byte och all boskap lika mellan sig. Om någon brukade en jordlott, var denna mark hans land. Många byggnader av god kvalitet uppfördes och alla hjälptes åt att bygga ett stadshus. Piraterna valde Misson som beskyddare för enklaven för en period på tre år. En delegation av pirater träffades en gång om året för att diskutera alla frågor av vikt för kommunen, och deras konsensus respekterades allmänt.
Den lilla ön S:t Mary strax utanför Madagaskar var mest trångbodd. En tid fanns det här så mycket som 1 500 pirater. På S:t Mary fanns också ett litet fort som med kanoner försvarade fristaden mot nyfikna militärfartyg. En grupp sjörövare med tillhåll på Madagaskar skrev faktiskt brev till den svenske kungen Karl XII och erbjöd sig att starta svensk handel på Asien mot att de fick svenskt beskydd. Den 30 november 1718 dog kungen, så det hela blev aldrig av.

## Gruppen som lämnade basen
Den berömde piratkaptenen Thomas Thew utsågs av kamraterna till amiral för Libertalia och hade också uppgiften att rekrytera fler medlemmar. Han var dessutom ansvarig för beskyddet av hamnen, marknadsplatsen och bosättningarna. På jakt efter nya rekryter gick Thews fartyg på grund. Utan tillräckligt med män kvar att försvara Libertalia, kunde inte Misson hindra urinvånarna att attackera kolonin. Han och fyrtiofem andra pirater lyckades fly med en del guld, silver och diamanter.
När Misson återfunnit Thew, bestämde man att söka ta sig till Amerika. Misson klarade sig inte; hans skepp sjönk under en storm och samtliga omkom. 

## Inom kulturen
Det tyska hårdrocksbandet Running Wild har skrivit en låt om Libertalia som återfinns på den limiterade utgåvan av albumet Rogues En Vogue från 2005.
Även den svenska pirattema gruppen Ye Bannished Privateers har gjort ett album där huvudspåret handlar om Libertalia, The Legend of Libertalia.